# Християнсько-демократична партія Гватемали
Християнсько-демократична партія — політична партія у Гватемалі, заснована 24 серпня 1955 року. Мала реформаторську та антикомуністичну спрямованість.
Вперше потрапила до Конгресу за результатами виборів 1955 року. 2007 партія здобула лише 0,83 % від загальної кількості голосів виборців. Того ж дня відбулись і президентські вибори, але й там результат був невтішним: кандидат від партії Вінісіо Сересо Бландон (син колишнього президента) здобув лише 0,50 % голосів виборців. Не набравши необхідних 5 % голосів виборців, щоб отримати місце у Конгресі, партія оголосила про свій розпуск та знялась із реєстрації як політична партія.